# HTC Touch HD
HTC Blackstone，原廠型號HTC Touch HD，是台灣宏達電公司所推出的智慧型手機，採用微軟Windows Mobile 6.1 Professional作業系統，配備3.8吋高像素WVGA螢幕，搭載創新的TouchFLO 3D介面，並支援HSUPA網路，達到寬頻等級的瀏覽和下載速度，同時擁有HTC手機所罕見的3.5mm標準耳機插孔。2008年9月15日於歐洲首度發表。

## 技術規格
- 處理器：Qualcomm MSM7201A 528MHz
- 作業系統：Windows Mobile 6.1 Professional
- 記憶體：ROM：512MB，RAM：288MB
- 尺寸：115mm X 62.8mm X 12mm
- 重量：147g（含電池）
- 螢幕：WVGA 解析度、3.8 吋 TFT-LCD 平面電阻式觸控螢幕
- 網路：GSM/WCDMA/HSDPA/可透過HSDPA網際網路連線來達到寬頻等級的瀏覽和下載速度
- GPS：配備GPS及A-GPS
- 藍牙：2.0 with EDR
- Wi-Fi：IEEE 802.11 b/g
- 相機：500萬畫素相機，支援自動對焦功能
- 電池：1350mAh充電式鋰或鋰聚合物電池

## 外部連結
- HTC Touch HD 概觀
- HTC Touch HD 技術規格